# Ramesh Kallidai
Ramesh Kallidai est l'ancien secrétaire général du Hindu Forum of Britain, le plus grand organisme représentant les hindous britanniques. 
Kallidai en est le premier secrétaire général. Il est également commissaire à l'intégration et à la cohésion auprès du gouvernement britannique, nommé par le secrétaire d’État aux communautés et aux gouvernements locaux. En 2007, le quotidien Evening Standard a rapporté que Ramesh Kallidai entretenait des liens étroits avec des organisations nationalistes hindoues en Inde, notamment le Vishva Hindu Parishad (VHP). Kallidai avait pris la parole lors d'une conférence du Rashtriya Swayamsevak Sangh plus tôt en 2007, faisant l'éloge de son fondateur MS Golwalkar, et en 2004, il avait défendu le VHP au parlement britannique, le décrivant comme une organisation pacifique.
Dans le numéro de Courrier international no 847, il écrit, à la suite de l'initiative allemande d’interdire le svastika dans les pays européens : « Ce n'est pas parce que Hitler a fait un mauvais usage de ce symbole pour propager son régime de terreur, de racisme et de discrimination, qu'il faut en interdire l'usage pacifique, ». D'autres de ses paroles sont rapportées dans le Hinduistan Times : « Le svastika existe depuis près de 5 000 ans comme symbole de paix. C'est exactement le contraire de son utilisation par Hitler ».